# Leptoptilos robustus
Leptoptilos robustus („silné, štíhlé pero“) byl velký brodivý pták z příbuzenstva čápovitých, který obýval oblast Indonésie v době pleistocénu, před asi 2,5 milionem až 13 tisíci lety. 

## Popis

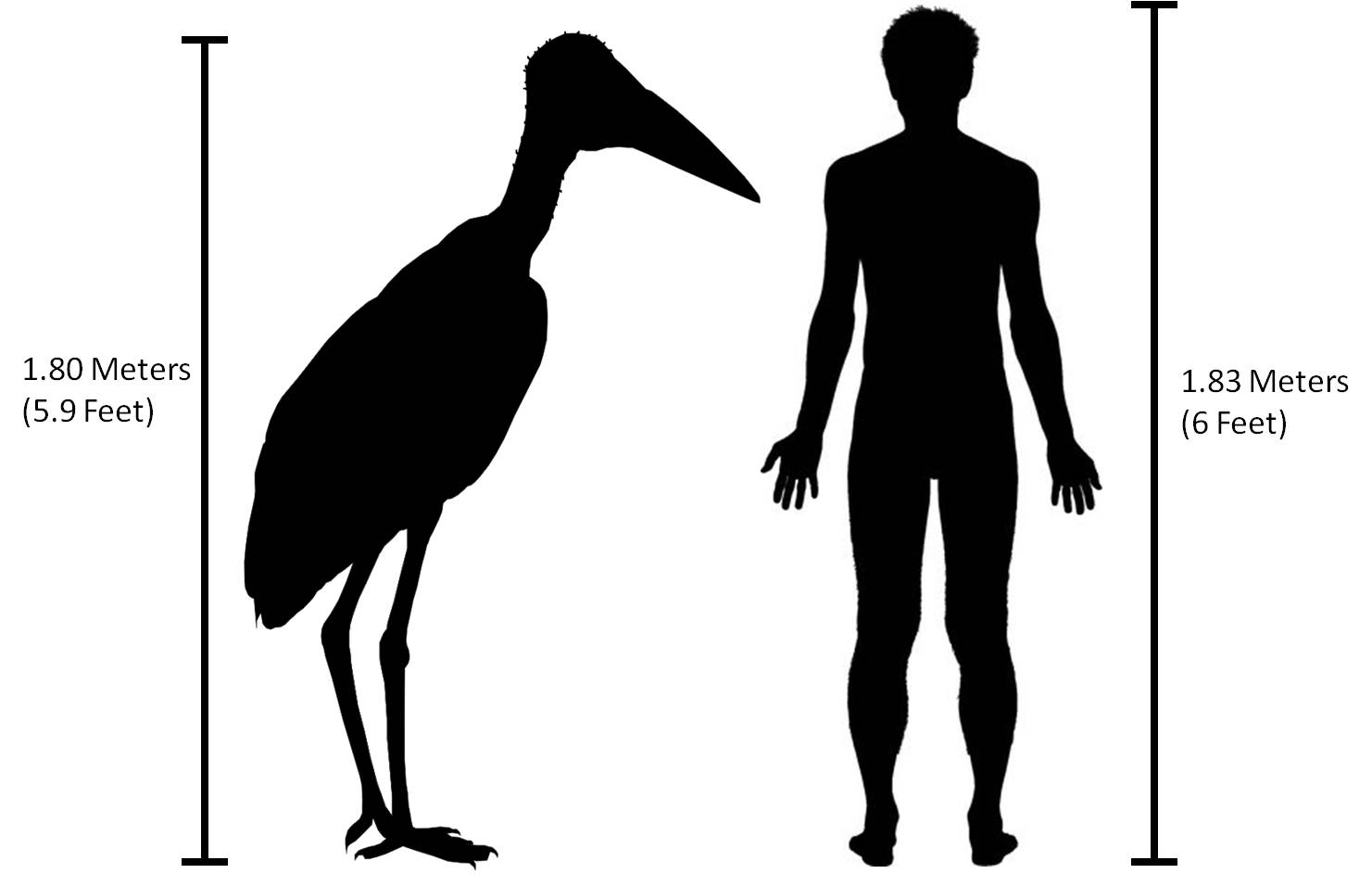
L. robustus ve velikostním porovnání se současným člověkem.

Patřil k obřím ptákům, dosahoval tělesné výšky 1,8 metru a hmotnosti nejméně 16 kilogramů (ještě větší je mimochodem druh L. falconeri, s výškou přes 2 metry a odhadovanou hmotností přes 20 kg). Jeho fosilie byly objeveny zejména na ostrově Flores (především v jeskyni Liang Bua), odkud známe také trpasličí zástupce pravěkého člověka, známé jako člověk floréský (Homo floresiensis). S výškou okolo rovného metru byli tito hominidi proti obřímu čápovi velmi malí, ačkoliv zřejmě nikoliv bezbranní. Tito velcí čápi byli zřejmě pojídači zdechlin (podobně jako dnes africký čáp marabu), mohlo však jít také o oportunistické všežravce. Nevíme, kdy přesně tito velcí opeřenci vyhynuli, ale bylo to nejspíš koncem poslední doby ledové, asi před 13 až 11 tisíciletími.
Objev nového fosilního materiálu z jeskyně Liang Bua ukazuje, že tito obří čápovití ptáci byli patrně schopni aktivního letu.